# Howth
Howth (/ˈhoʊθ/; gaèlic irlandès Binn Éadair que vol dir "parc d'Éadar") és un suburbi de Dublín, al comtat de Fingal, Irlanda. Es troba en la península del mateix nom al nord de la badia de Dublín. Originalment només era un petit poble pesquer i ara és un suburbi ple de Dublín, amb una barreja de densa construcció d'habitatges i turons deshabitats, tots a la península de Howth. L'únic districte veí és  Sutton. Howth és també la llar d'un dels més antics edificis ocupats a Irlanda, el Castell de Howth.
A través dels anys, Howth servit d'exteriors per al rodatge de pel·lícules com The Last of the High Kings i Boy Eats Girl.

## Història

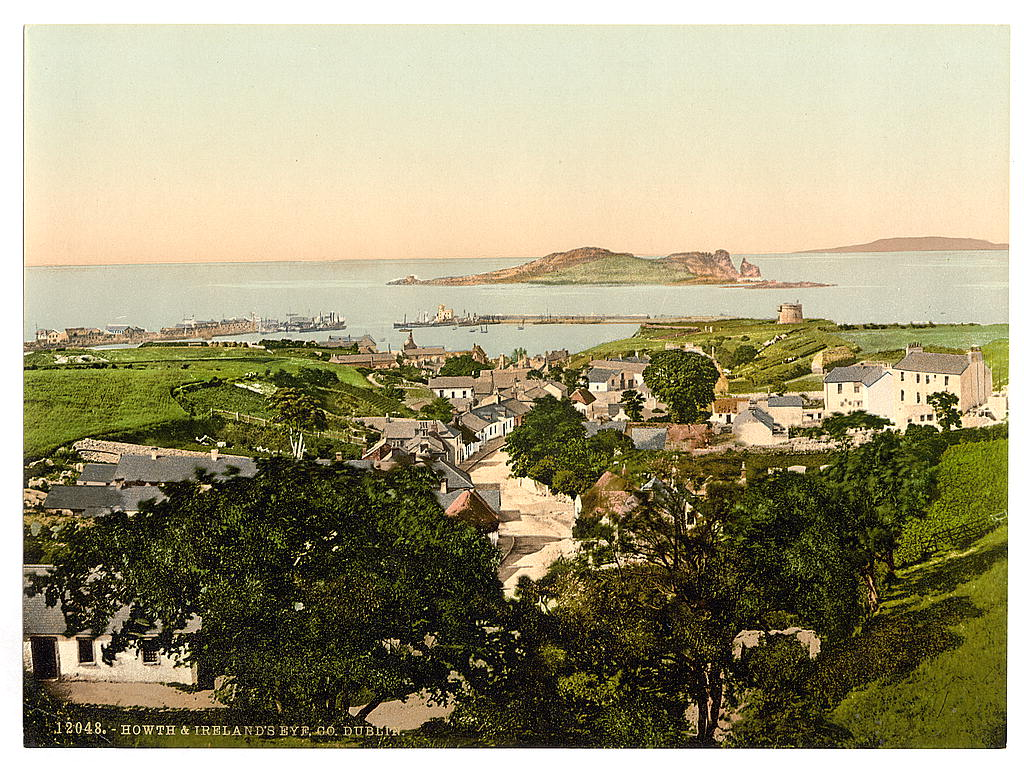
Fotografia de Howth en el segle XIX

Es creu que el nom Howth podria tenir un origen nòrdic, potser derivada del nòrdic antic Hǫfuð ("cap"). Els vikings colonitzaren les costes orientals d'Irlanda i construïren l'assentament de Dublín com a base estratègica entre Escandinàvia i la Mediterrània. Els vikings nòrdics envaïren Howth per primer cop en 819.
Després de Brian Ború, el Gran rei d'Irlanda que derrotà els vikings el 1014, molts nòrdics van fugir cap a Howth per a reagrupar-se i van mantenir certa força fins a la seva derrota a Fingal fins a mitjans del segle xi. Howth es mantindria sota el control dels irlandesos i d'alguns nòrdics fins a la invasió d'Irlanda pels anglonormands en 1169.
Sense el suport ni dels irlandesos ni dels escandinaus Howth quedà aïllada i va caure en mans dels anglonormands el 1177. Un dels normands vencedores, Armoricus (o Almeric) Tristam, se li van concedir moltes de les terres entre la vila i Sutton. Tristam va prendre el nom del sant la diada del qual va guanyar la batalla, Saint Lawrence. Va construir el se primer castell vora el port i el lligam amb Sant Llorenç encara es manté avui. El títol original del Baró de Howth fou concedit a Almeric St. Lawrence per Enric II d'Anglaterra en 1181, per un feu de cavaller.
Howth fou un port comercial almenys fins al segle xiv, amb funcionaris de salut i de recaptació de drets supervisats per Dublín fins que el port no fou construït a començaments del segle xix.
Hi ha una llegenda popular sobre Gráinne O'Malley, que va ser rebutjada en 1576 mentre intentava una visita de cortesia al castell de Howth, llar del comte de Howth. En represàlia va segrestar el net i hereu del comte i com a rescat va exigir la promesa que els visitants inesperats no serien rebutjats mai més. També va fer la promesa al comte que les tanques de Deer Park (senyoriu del comte) mai no tornarien a estar tancades al públic, i les portes encara estan obertes avui dia i hi ha una plaça a la taula per als convidats inesperats.
A començaments del segle xviii Howth fou escollida com a ubicació del sort per al paquet postal (servei de correu marítim). Un dels arguments. Un dels arguments usats contra Howth pels que defensaven Dún Laoghaire era que els carruatges podien quedar aplanats a les terres ermes de Sutton! (en aquells temps Sutton era camp obert). Tanmateix, a causa dels llims el port s'havia de drenar freqüentment per a acomodar el paquet i finalment el servei fou recol·locat a Dún Laoghaire. Jordi IV va visitar el port en 1821.
En juny de 1914 Robert Erskine Childers va desembarcar 900 rifles a Howth per als Voluntaris Irlandesos. Molts d'ells foren usats contra les tropes britàniques durant l'aixecament de Pasqua de 1916 i en la subseqüent Guerra angloirlandesa.

## Notables residents

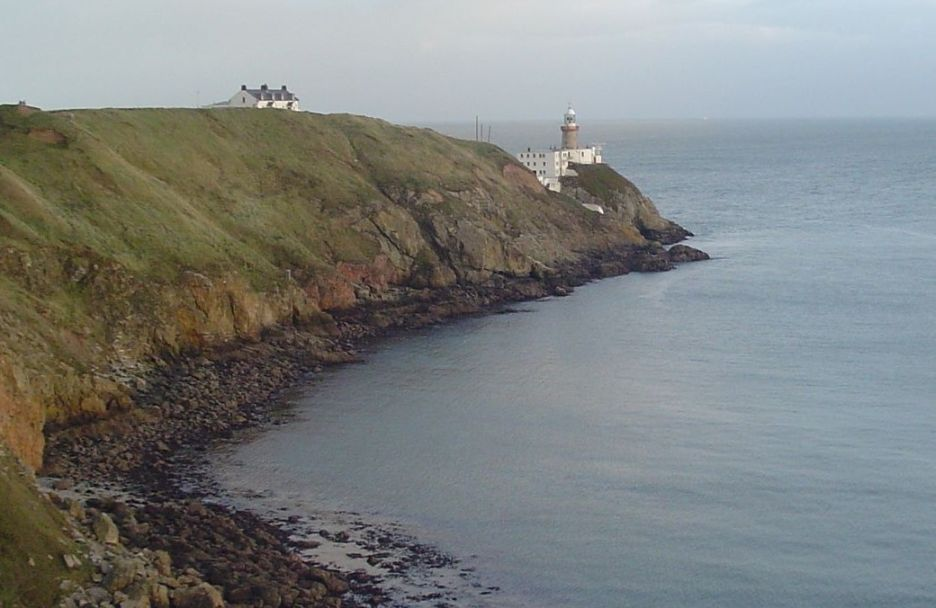
El far de Baily

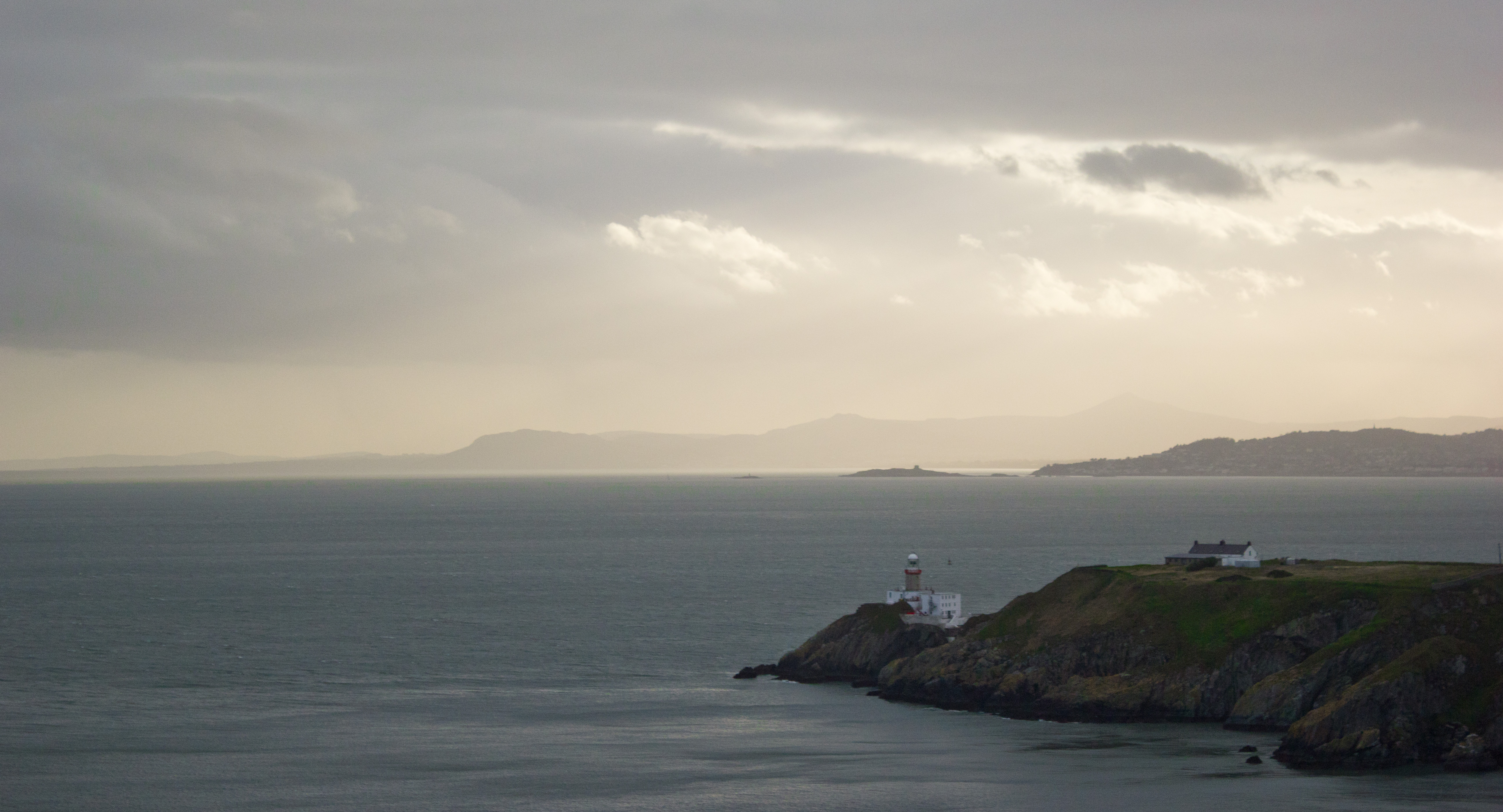
El far de Baily per la cara oriental

Entre els residents més coneguts de Howth hi ha l'actriu nominada als Oscar Saoirse Ronan, el guanyador del premi Booker John Banville, el bateria d'U2 Larry Mullen, el senador Feargal Quinn, l'escriptor Michael Feeney Callan i els músics Barney McKenna (fins a la seva mort el 5 d'abril de 2012) i John Sheahan de The Dubliners i Dolores O'Riordan de The Cranberries. Phil Lynott de Thin Lizzy hi va viure un temps. L'escriptor i posteriorment polític Conor Cruise O'Brien i la seva esposa, la poetessa Máire Mhac an tSaoi hi van viure molts anys. El compositor Ciarán Farrell viu actualment a Howth. El múltiple guanyador del Festival de la Cançó d'Eurovisió Johnny Logan i el seu pare, el tenor Patrick O'Hagan van viure molts anys Howth, i Lynn Redgrave i el seu marit John Clark hi van formar la seva família a començaments dels 1970. El periodista i escriptor Bill Graham va viure a Howth fins a la seva mort en 1996. William Butler Yeats passà parat de la seva infantesa en una petita casa sobre els penya-segats de Balscadden Road a Howth. El locutor Seán Moncrieff viu a Howth amb la seva família. El periodista esportiu canadenc Scott Young, pare dels músics Neil Young i Astrid Young visqué a Howth a finals dels 1980. El compositor Brian Boydell va néixer a Howth en 1917.

## Galeria d'imatges

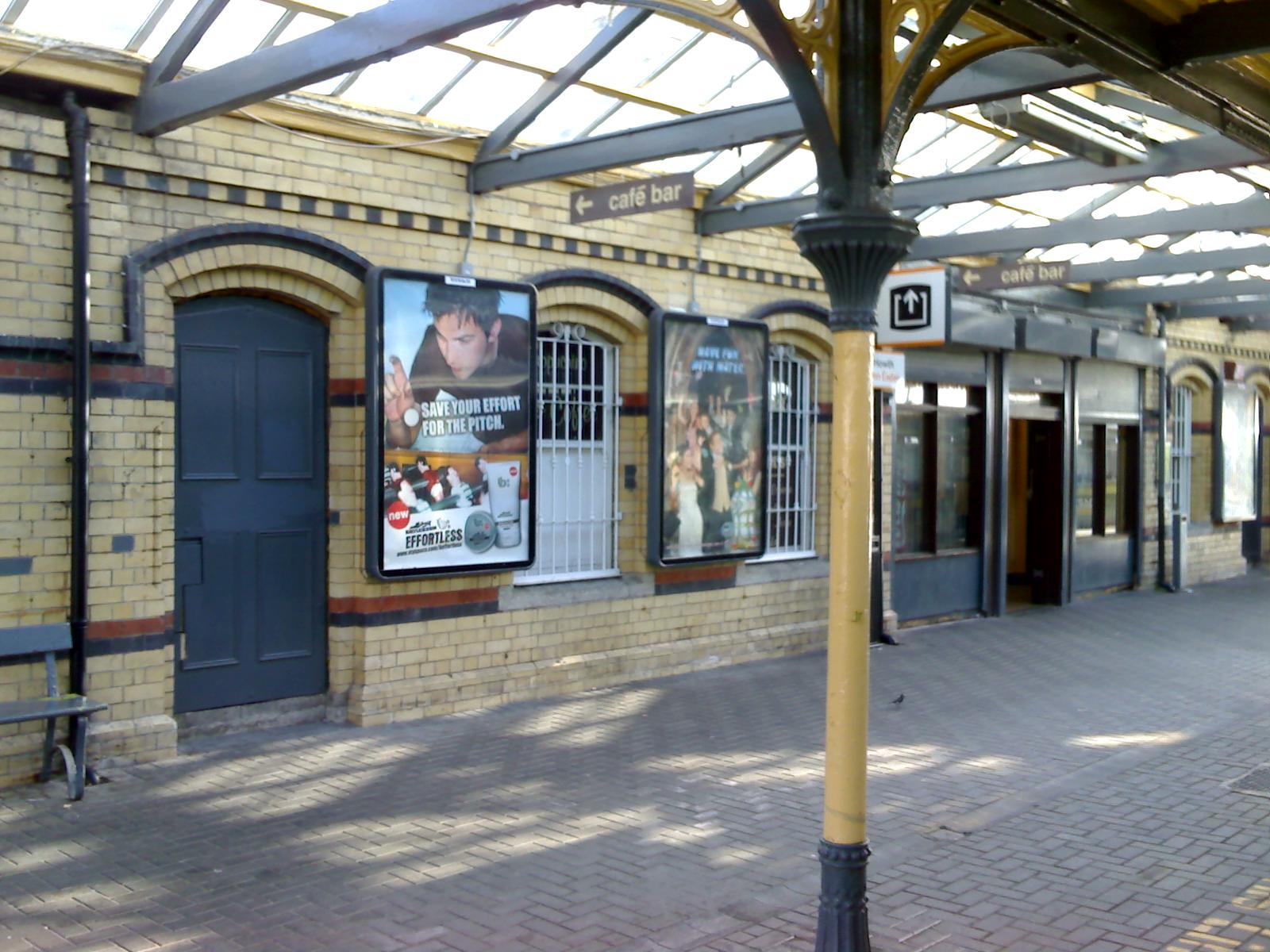
Estació de ferrocarril
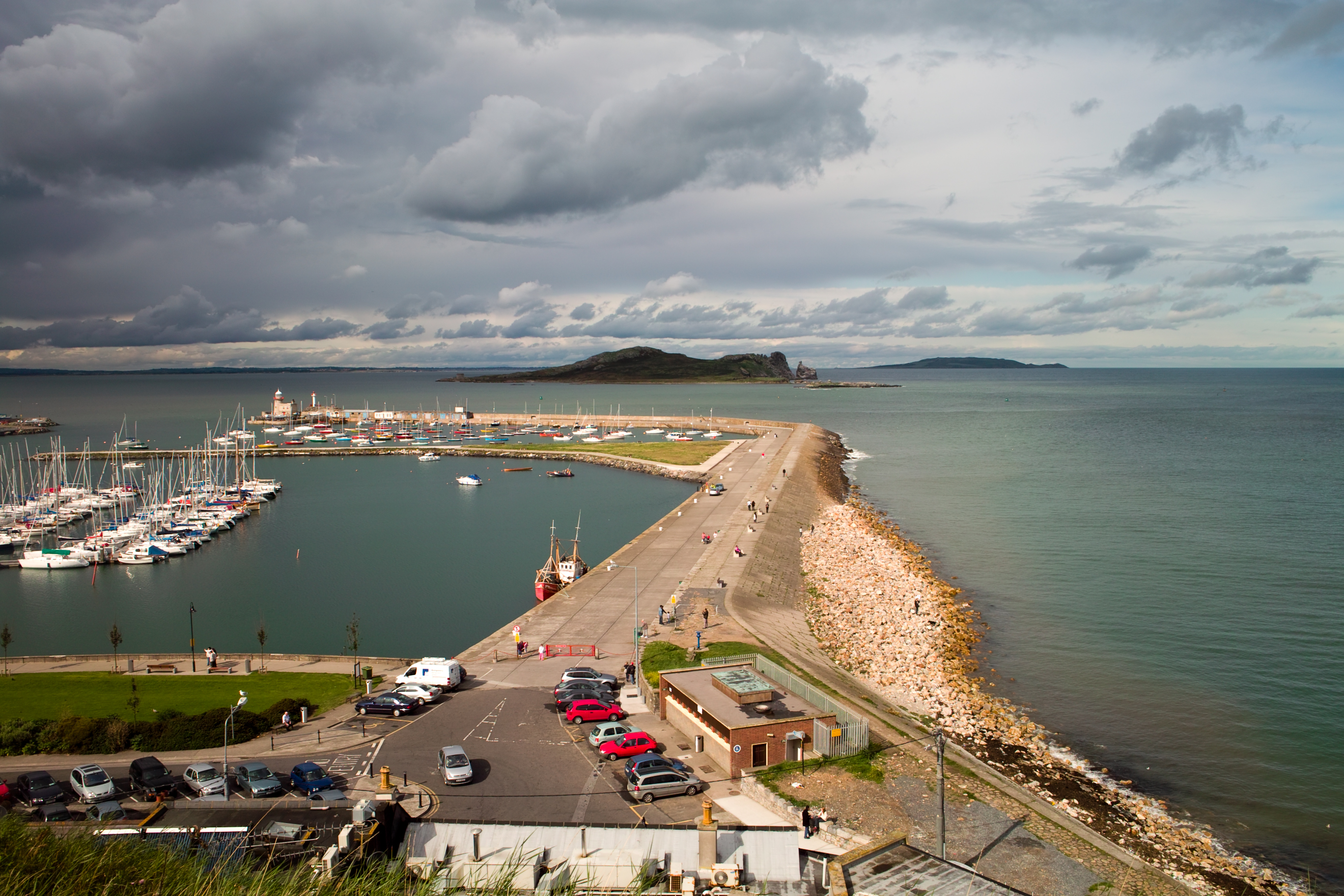
Port de Howth
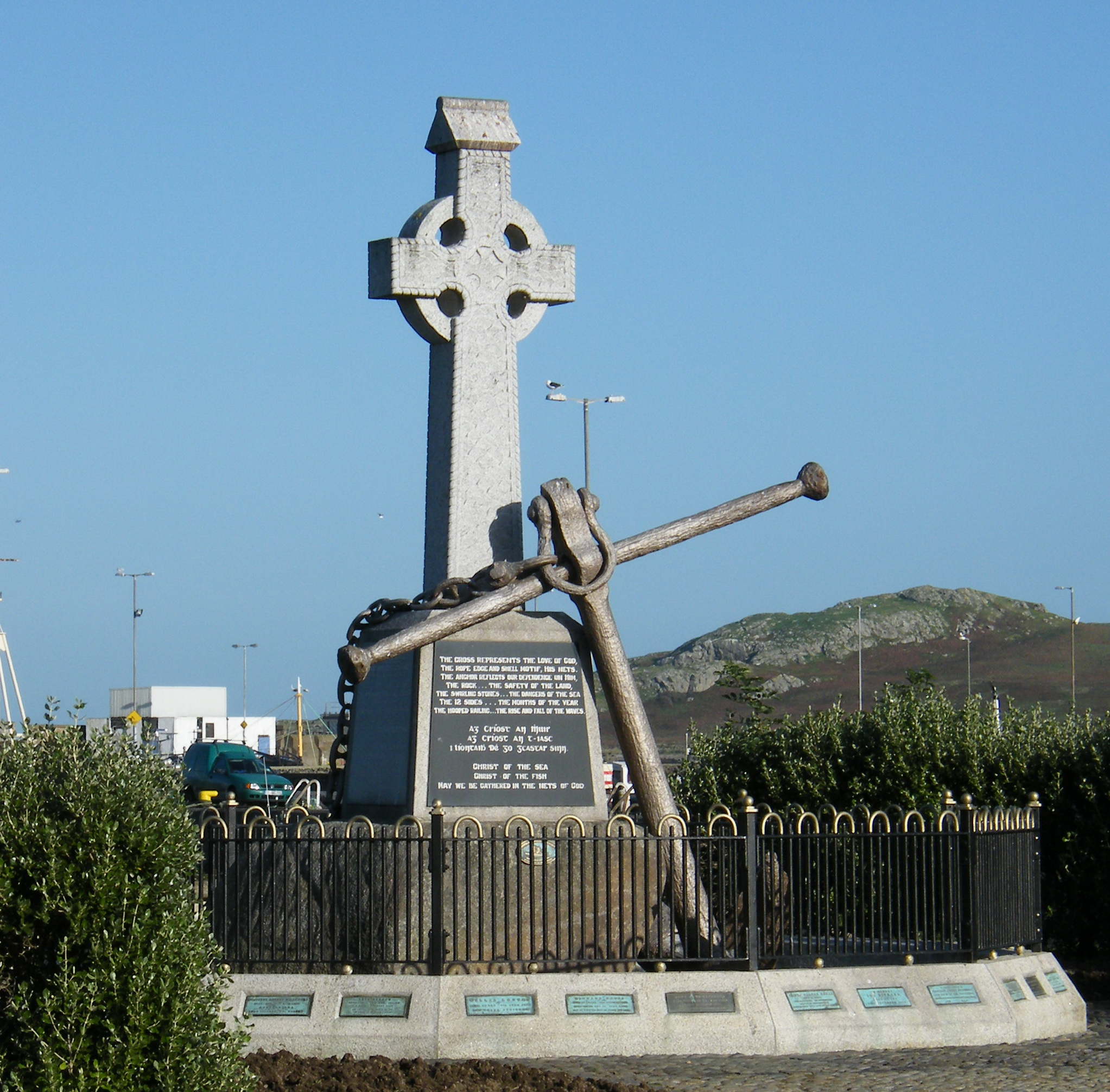
Creu del pescador